# 宋显
宋显（？—538年9月13日），字仲华，敦煌郡效穀县（今甘肃省酒泉市瓜州县）人，北魏、东魏官员。

## 生平
宋显性格勇敢果决，有才干，最初侍奉尔朱荣担任军主，后来被提拔为长流参军。永安年间，宋显出任前军将军、襄垣郡太守，转任尔朱荣府记室参军。宋显随从尔朱荣平定北海王元颢，加平东将军。尔朱荣死后，尔朱世隆等人向着洛阳进发，再度任命宋显为襄垣郡太守。普泰初年，宋显升任使持节、征北将军、晋州刺史。后来宋显归附高欢，担任行台右丞。天平元年（534年），樊子鹄占据兖州反叛，前任西兖州刺史乙瑗、谯郡太守辛景威占据五梁，响应樊子鹄。高欢任命宋显代理西兖州刺史，宋显率军讨破叛军，斩杀乙瑗，辛景威逃走，宋显出任西兖州刺史。天平四年（537年），梁州刺史鹿永吉占据州城归附西魏，西魏派博陵王元畅、赵郡王元景神率军迎接鹿永吉。宋显率领本州的兵马拦击，斩杀元畅等人，接着与左卫将军斛律平在大梁会师。宋显在西兖州收受很多贿赂，然而他勇敢果断又有气魄才干，督察驾驭部众，都能得到部众的效力。元象元年八月辛卯（538年9月13日），东魏和西魏展开河桥之战，宋显深入敌阵，在阵中战死，朝廷赠予司空公。

## 延伸阅读
[在维基数据编辑]
 《北齊書/卷20》，出自李百药《北齊書》
 《北史·卷053》，出自李延壽《北史》